# Ronald Brebner
Ronald Gilchrist "Ron" Brebner (Darlington, 23 de setembro de 1881 - 14 de novembro de 1914) foi um futebolista inglês que competiu nos Jogos Olímpicos de 1908 e 1912, sendo bicampeão olímpico.
Ronald Brebner pela Seleção Britânica de Futebol conquistou a medalha de ouro em 1908 e 1912, por clubes jogou por  Chelsea, Huddersfield Town	 e Leicester Fosse. .